# Saint-Flour (Cantal)
Saint-Flour [sɛ̃ fluʁ] ist eine in Ober- und Unterstadt zweigeteilte Kleinstadt und Gemeinde mit 6.390 Einwohnern (Stand 1. Januar 2022) im Département Cantal in der französischen Region Auvergne-Rhône-Alpes. Die Stadt ist Sitz des Bistums Saint-Flour.

## Lage und Klima
Die auf einem ca. 890 m hoch gelegenen Basaltplateau vulkanischen Ursprungs über dem Fluss Ander gelegene Kleinstadt ist Sitz der Unterpräfektur (französisch sous-préfecture) des Arrondissements Saint-Flour. Die Stadt Le Puy-en-Velay liegt etwa 95 km (Fahrtstrecke) östlich; die Stadt Rodez befindet sich ungefähr 110 km südwestlich. Das Klima ist gemäßigt; Regen (ca. 720 mm/Jahr) fällt übers Jahr verteilt.

## Bevölkerungsentwicklung
| Jahr                       | 1850 | 1901 | 1954 | 1999 | 2017 |
| Einwohner                  | 5312 | 5634 | 5763 | 6625 | 6435 |
| Quellen: Cassini und INSEE |      |      |      |      |      |

Die durch die Mechanisierung der Landwirtschaft ausgelöste Landflucht hat auf Saint-Flour kaum Auswirkungen gehabt.

## Geschichte

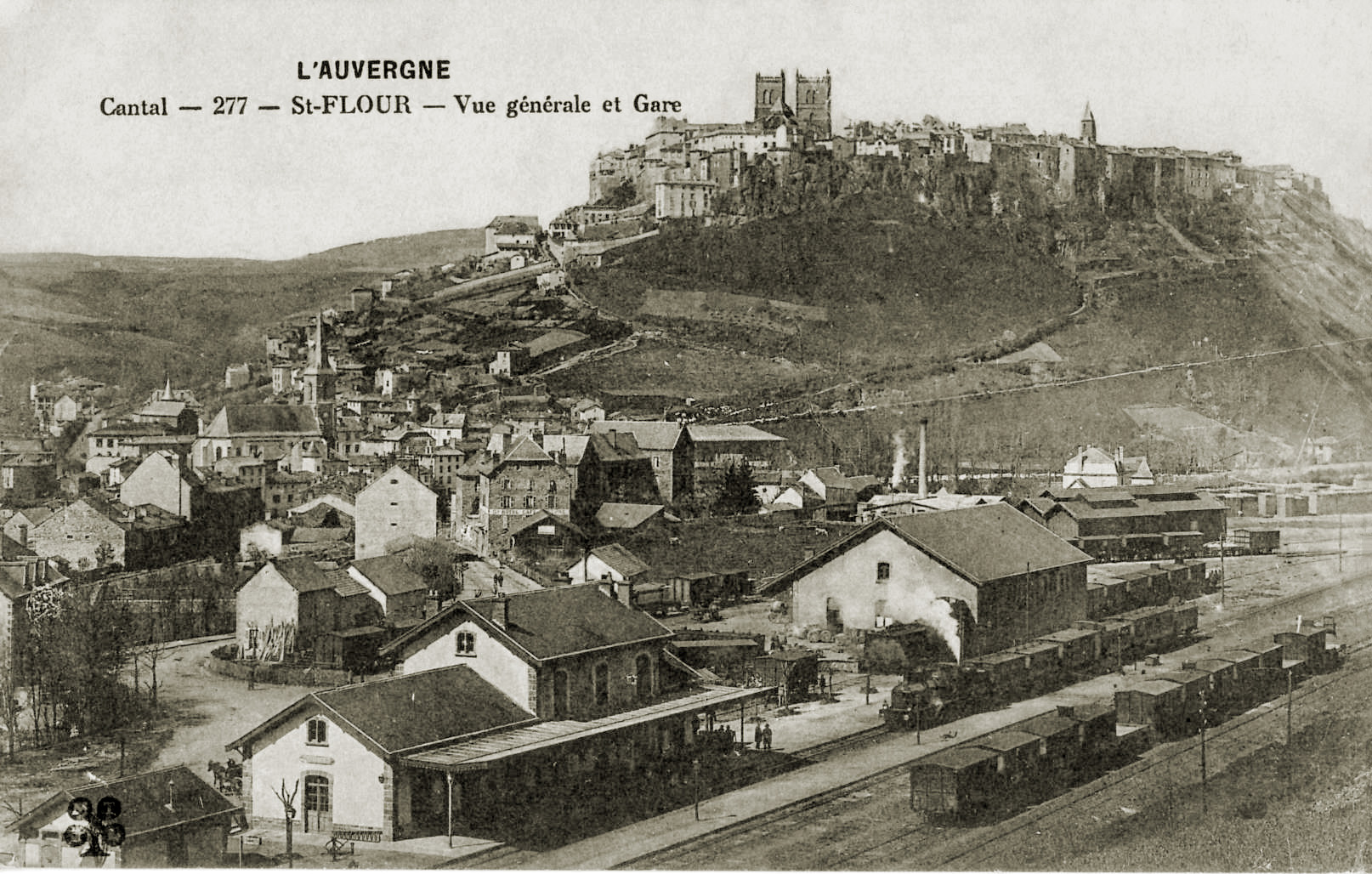
Saint-Flour mit Bahnhof (vor 1917)

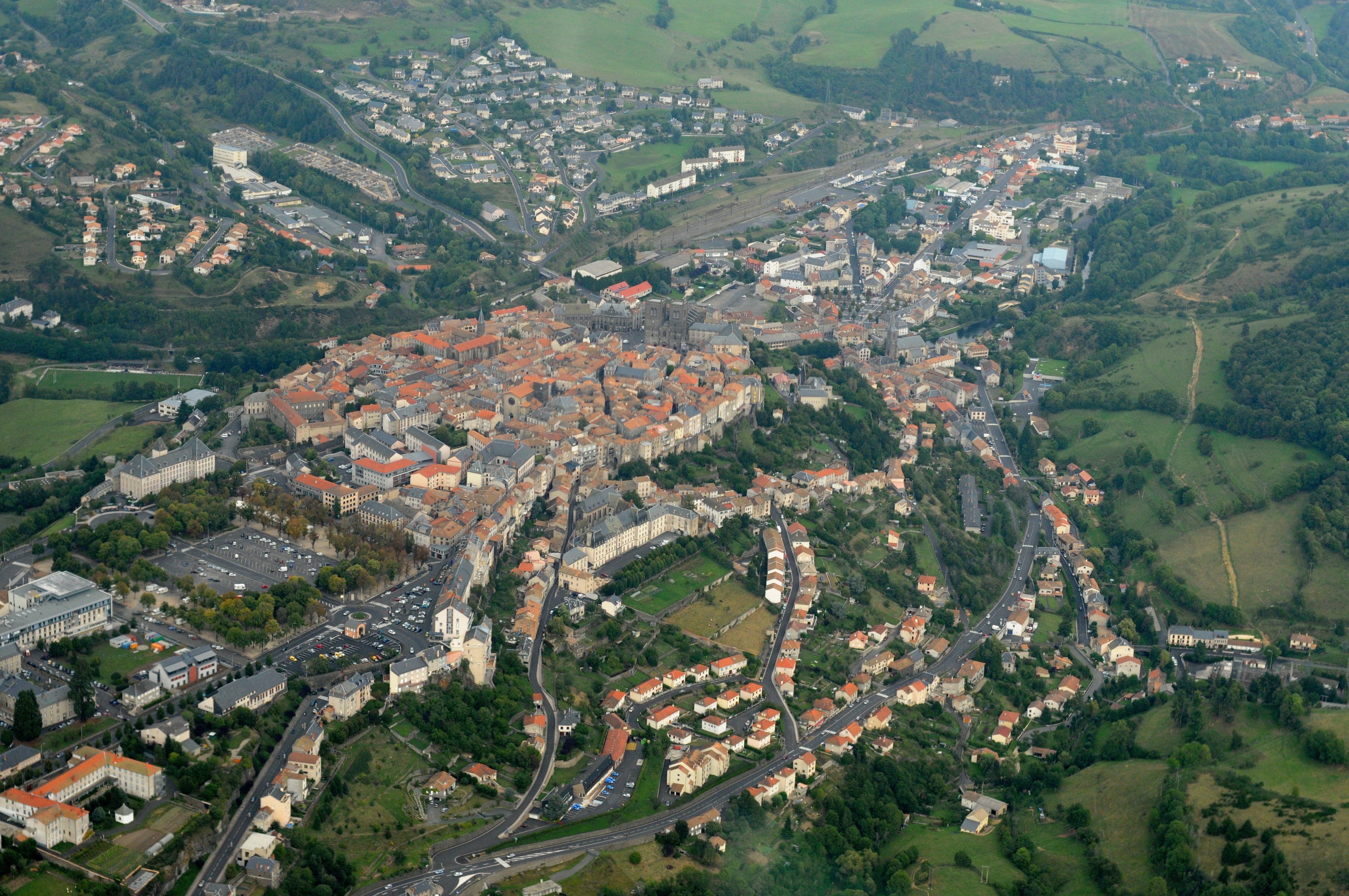
Saint-Flour von Südwesten

In der Umgebung von Saint-Flour befinden sich jungsteinzeitliche Dolmen (Dolmen von Mons, Tombe du Capitaine); keltische Zeugnisse fehlen bislang, doch ist eine Besiedlung des von drei Seiten steil ansteigenden Hügels wahrscheinlich. Fundamentreste eines gallorömischen Landguts (villa rustica) wurden bei Ausgrabungsarbeiten entdeckt. Eine Siedlung entstand um das Grab des namengebenden heiligen Florus, der im 4. Jahrhundert in der Auvergne missioniert hatte. Um das Jahr 1025 gründete Abt Odilo von Cluny hier ein Priorat. Im Jahr 1317 wurde die Stadt vom Papst zum Bischofssitz erhoben. Im Jahr 1337 begann der Hundertjährige Krieg, von dem die Stadt nur wenig betroffen war. In den Jahren 1348–1353 wütete eine Pestepidemie.

## Verkehr
Saint-Flour ist an die mautfreie Autobahn A75 E11 mit den Anschlussstellen 28 und 29 angebunden. Mit der ehemaligen N9, jetzt D921 und D926, lag sie schon vor dem Autobahnbau an einer wichtigen Nord-Süd-Verbindung.
Saint-Flour hat den Bahnhof Saint-Flour-Chaudes-Aiguesan an der Bahnstrecke Béziers–Neussargues, die 1888 von der Compagnie des chemins de fer du Midi et du Canal latéral à la Garonne in Betrieb genommen wurde. Bis 1954 war er Ausgangsbahnhof einer Strecke nach Beaumont-Loriat bei Brioude, wo die Bahnstrecke Saint-Germain-des-Fossés–Nîmes erreicht wurde. Neben Güterzügen verkehrt täglich (November 2022) ein Zugpaar (IC15940/41) Richtung Béziers bzw. Clermont-Ferrand.

## Sehenswürdigkeiten

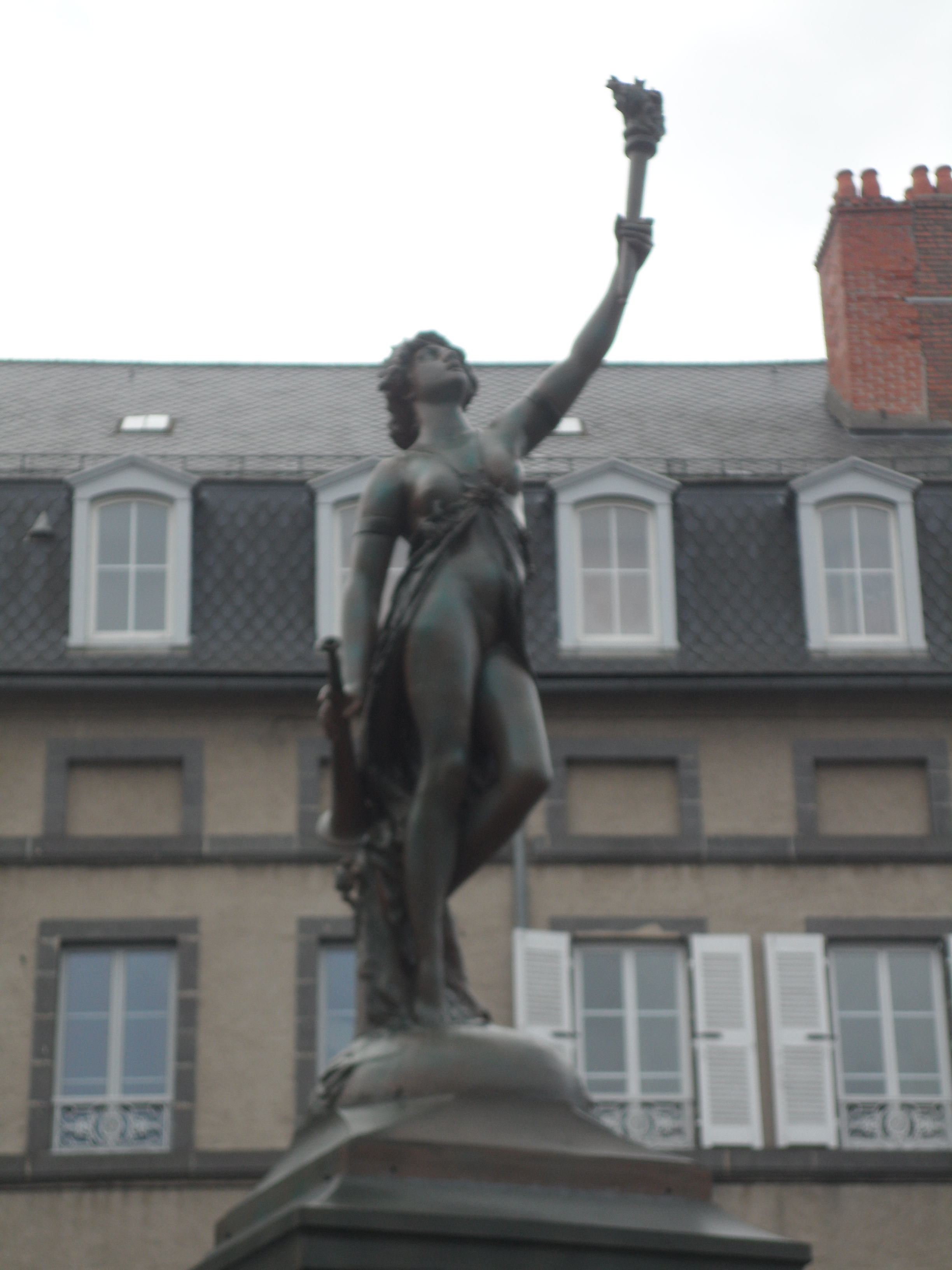
Freiheitsstatue auf dem Brunnenstock der Fontaine de la Renommée

- Altstadt als Oberstadt mit zahlreichen Renaissance-Häusern
- Kathedrale Saint-Pierre wurde anstelle einer eingestürzten romanischen Kirche in den Jahren 1398 bis 1466 als dreischiffige gotische Kirche neu errichtet
- Der „Pont Vieux“, eine dreibogige Steinbrücke über die Ander, wurde bereits im Jahr 1404 erwähnt; in den Jahren 1734 und 1769 wurde sie nach Überschwemmungsschäden wiederhergestellt.
- Das Musée de la Haute Auvergne widmet sich der Archäologie und Kulturgeschichte der Region.
- Das Musée d'Art et d'Histoire Alfred Douët, entstanden aus einer privaten Sammlung, präsentiert Tapisserien, Emaillearbeiten, Karamik, Glaswaren und typische Möbel der Region.[2]
- Freiheitsstatue des Künstlers Vital Dubray von 1892 auf dem Brunnenstock der Fontaine de la Renommée am Cours Spy des Ternes.[3]

Umgebung
- Dolmen von Touls, etwa 15 km nordwestlich von Saint-Flour
- Dolmen von Mons, etwa 3 km nordöstlich von Saint-Flour
- Garabit-Viadukt, etwa 15 km südöstlich; Bahnverbindung nach Saint-Chély-d’Apcher
- Menhire von Loubaresse an der Straße D 48 von Loubaresse nach Pouzes

## Städtepartnerschaften
Saint-Flour listet folgende beiden Partnerstädte auf:
- Haselünne, Emsland (seit 1992)
- Orléans, Frankreich (seit 1986)

## Persönlichkeiten
- Jacques Paul Migne (1800–1875), französischer Priester

## Sonstiges
- Jacques Offenbach komponierte mit „La Rose de Saint-Flour“ („Rose von Saint-Flour“) eine in der Auvergne spielende Operette; das Libretto stammt von Michel Carré. Die Uraufführung fand am 12. Juni 1856 in Paris statt.
- Seit 1971 finden hier die internationalen Sommerkurse in Stochastik École d’Été de Probabilités de Saint-Flour statt.